# Kpogan
 (mars 2013).
Si vous disposez d'ouvrages ou d'articles de référence ou si vous connaissez des sites web de qualité traitant du thème abordé ici, merci de compléter l'article en donnant les références utiles à sa vérifiabilité et en les liant à la section « Notes et références ».
Kpogan est une petite localité du Togo située à environ 15 km à l'est de Lomé. Il était diriger par la Famille de Noulemegbe (originaire d'Aného). C'est un ancien village de pêcheurs et de chasseurs qui est devenu une banlieue de Lomé.